# U-270
U-270 – niemiecki okręt podwodny typu VIIC, pierwsza jednostka niemieckiej floty podwodnej, która skutecznie użyła samonaprowadzających się torped akustycznych typu G7es Zaunkönig. U-270 został zwodowany 11 lipca 1942 roku w stoczni Bremer Vulkan, po czym przyjęty do służby w Kriegsmarine 5 września 1942 roku.
Podczas bitwy o Atlantyk okręt przeprowadził 6 patroli bojowych wchodząc między innymi w skład wilczych stad Löwenherz, Lerche, Specht, Fink, Leuthen, Borkum oraz Borkum 1. Podczas 3. patrolu  – w okresie 7 września – 6 października 1943 roku – wszedł w skład działającego od 15 do 23 września stada Leuthen. Działając w ramach tej grupy operacyjnej wziął udział w bitwie konwojowej o konwój ON 202, za pomocą torpedy akustycznej ciężko uszkadzając brytyjską fregatę typu River HMS „Lagan”, która została odholowana do portu, gdzie z powodów rozmiarów zniszczeń została wycofana ze służby operacyjnej. Okręt nie odniósł innych sukcesów, a 13 sierpnia 1944 roku został zatopiony w Zatoce Biskajskiej przez bombę głębinową z australijskiej łodzi latającej Short Sunderland.